# Kurt Georg Kiesinger

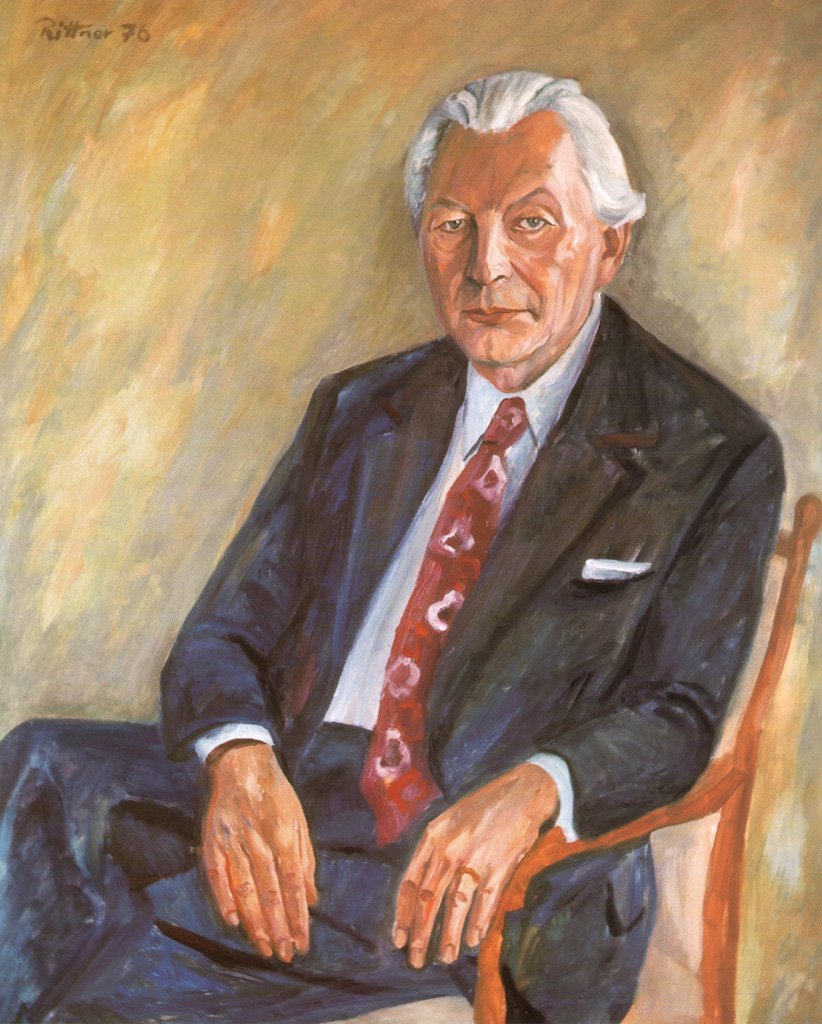
Kurt Georg Kiesinger,
Kanzlergalerie Berlin

Kurt Georg Kiesinger (Sinh 6 tháng 4 năm 1904 - mất 9 tháng 3 năm 1988) là một chính trị gia bảo thủ Đức, bang trưởng Baden-Württemberg từ 1958 tới 1966, thủ tướng Tây Đức từ 1 tháng 12 năm 1966 tới 21 tháng 10 năm 1969, đảng trưởng CDU từ 1967 tới 1971.
Kiesinger là thủ tướng đầu tiên của liên hiệp 2 đảng lớn nhất (Große Koalition).

## Tiểu sử

### Học vấn
Cha của Kiesinger, Christian, nhân viên trong ngành thương mãi và theo đạo Tin lành. Tuy nhiên Kurt Georg Kiesinger được rửa tội theo Công giáo, bởi vì mẹ ông, Dominika Kiesinger, geb. (họ hồi nhỏ) Grimm, theo đạo Công giáo. Bà chết nửa năm sau khi sinh ra ông. Người vợ thứ hai của cha ông, Karoline Victoria Kiesinger, geb. Pfaff, cũng theo đạo Thiên chúa giáo. Kiesinger vì vậy chịu ảnh hưởng của cả hai đạo, và thường tự cho mình là kháng cách thiên chúa giáo.

Kiesinger theo học từ năm 1925 ban đầu tại đại học Eberhard Karls Universität Tübingen môn Lịch sử và Triết học. Nhưng từ năm 1926 ông đổi tới Berlin, để học Luật và Hành chính. Ông tốt nghiệp năm 1931. Sau khi lấy bằng tiến sĩ Kiesinger ở lại thủ đô làm nghề luật sư.

### Đảng viên đảng Quốc xã Đức

Chancellor Kurt Georg Kiesinger with Eduard Adorno, Friedrich Wilhelm Schnitzler, Hubert Kessler and Theo Götz by CDU party day in the Jahnhaus in Pfullingen 1968

Vào tháng hai 1933, vài tuần sau khi Hitler được phong làm Thủ tướng Đức, ông trở thành đảng viên đảng Quốc xã Đức, với đảng số 2633930. Tuy nhiên ông không làm việc cho nhà nước mà chỉ hành nghề luật sư. Mãi đến năm 1940 khi được giấy gọi nhập ngũ, ông mới quyết định nhận một chức vụ trong bộ Ngoại giao để khỏi phải đi lính. Kiesinger là đảng viên cho tới 1945.
Sau này ông bị chỉ trích nặng nề vì đã đồng thuận với việc nắm quyền của đảng Quốc xã, cũng như đã làm việc cho chính quyền này từ năm 1940.
Chính ông tự cho là việc ủng hộ đảng Quốc xã không phải vì lòng tin, hay vì theo chủ nghĩa cơ hội. Những mục đich quan trọng của phong trào này đối với ông là không có gì đáng chê trách. Ông tuy nhiên không thù ghét người Do thái, cũng không cho đó là những hiểm nguy cho đất nước như quan điểm của phong trào này.
Có những biên bản của cơ quan an ninh nhà nước (Reichssicherheitshauptamt) trong thư khố tòa báo Spiegel có lợi cho ông, theo đó, Kiesinger trong lúc làm việc trong bộ phận truyền thông chính trị đã cản trở những hoạt động chống người Do thái.